# تاباري
تاباري هي مدينة من مدن هايتي. يبلغ عدد سكانها 130,283 نسمة وذلك حسب إحصائيات سنة 2015. يبلغ ارتفاع المدينة عن سطح البحر قرابة 48 متر. تبلغ مساحتها 24.47 كم².